# Route nationale 621
Die N621 war von 1933 bis 1973 eine französische Nationalstraße, die zwischen Toulouse und Mazamet verlief. Ihre Länge betrug 82 Kilometer. 1973 wurde der Abschnitt zwischen Toulouse und Soual in die neue Führung der N126 integriert. Weiterhin erfolgte um 2000 mit der Inbetriebnahme der Südumgehung von Castres die erneute Aufstufung des Abschnittes zwischen der Einmündung der Umgehung östlich von Labrugière und Mazamet zur Nationalstraße mit der Nummer 112. 2006 wurde der Abschnitt zwischen Toulouse und der Einmündung der D42 im Département Tarn abgestuft, da die D42 (Tarn) und D20 (Haute-Garonne), sowie die N126 zur Autobahn A680 ausgebaut werden sollen.